# کی‌آرآی پری
کی‌آرآی پری (به انگلیسی: KRI Pari) یک کشتی است که طول آن ۴۳ متر (۱۴۱ فوت ۱ اینچ) می‌باشد. این کشتی در سال ۲۰۰۶ ساخته شد.